# Eroare genetică
Eroare genetică (în engleză: Nightbreed) este un film american de groază de fantezie întunecată din 1990 scris și regizat de Clive Barker, bazat pe nuvela sa din 1988, Cabal. În rolurile principale au interpretat Craig Sheffer, Anne Bobby, David Cronenberg, Charles Haid, Hugh Quarshie și Doug Bradley. 

## Prezentare
Filmul urmărește un pacient psihic instabil, pe nume Aaron Boone, pe care medicul său îl face să creadă că este un criminal în serie. Urmărit de poliție, de medicul său și prietena lui Lori, Boone își găsește în cele din urmă refugiu într-un cimitir abandonat numit Midian, printre un trib de monștri și proscriși cunoscuți sub numele de „Nightbreed” care se ascund de oameni. 

## Distribuție
- Craig Sheffer - Aaron Boone / Cabal
- Anne Bobby - Lori Winston
- David Cronenberg - Dr. Philip K. Decker / Curtis
- Charles Haid - Captain Eigerman
- Hugh Quarshie - Detectiv Joyce
- Bradley Lavelle - Cormack
- Hugh Ross - Narcisse
- Doug Bradley - Dirk Lylesberg er.
- Catherine Chevalier - Rachel
- Bob Sessions - Pettine
- Malcolm Smith - Father Ashbury
- Oliver Parker - Peloquin
- Debora Weston - Sheryl Ann
- Nicholas Vince - Kinski
- Simon Bamford - Ohnaka
- Kim Robertson și Nina Robertson - Babette
- Christine McCorkindale - Shuna Sassi
- Tony Bluto - Leroy Gomm
- Bernard Henry - Bafomet